# Notosphindus slateri
Notosphindus slateri is een keversoort uit de familie slijmzwamkevers (Sphindidae). De wetenschappelijke naam van de soort werd in 1991 gepubliceerd door McHugh & Wheeler.